# カンムリクマタカ
カンムリクマタカ（冠熊鷹、Stephanoaetus coronatus）はタカ目タカ科カンムリクマタカ属の鳥。

## 分布
南アフリカ中部、南部

## 形態
全長は80 - 98cm、重さは2.7 - 4.1kg。アフリカ最大級の鷲で太く強い指と鋭いかぎ爪を持つが、体重はゴマバラワシの方が重くなる。

## 生態
森林に生息している。食性は肉食で、サルやハイラックスなどの中型動物を主に食べる。

## 人間との関係
- ザンビアで登校中の7才の少年がカンムリクマタカに襲われる事件が起きた。少年は、頭や胸に深い傷を受けた[2]。